# Mitch Larkin
Mitchell James Larkin (* 9. Juli 1993 in Buderim, Queensland) ist ein australischer Rückenschwimmer. Bei den Weltmeisterschaften 2015 gewann er die Goldmedaille über 100 und 200 Meter Rücken.

## Werdegang
Mitch Larkin nahm 2011 erstmals an Weltmeisterschaften teil und schied über 200 m Rücken sowie 200 und 400 m Lagen in den Vorläufen aus. Danach konzentrierte er sich auf das Rückenschwimmen. 2012 wurde er australischer Meister über 200 m Rücken und qualifizierte sich damit für diese Strecke für die Olympischen Spiele in London, wo er das Finale erreichte und Achter wurde. 2013 nahm er ebenfalls über 200 m Rücken an den Weltmeisterschaften in Barcelona teil, kam jedoch nicht über den Vorlauf hinaus.
2014 gewann er bei den Commonwealth Games in Glasgow die Goldmedaille über 200 m Rücken sowie drei Silbermedaillen über 50 m Rücken, 100 m Rücken und mit der australischen Lagenstaffel. Ende 2014 gewann er bei den Kurzbahnweltmeisterschaften in Doha über 100 m Rücken seinen ersten WM-Titel und holte zudem Bronze über 50 m. Bei den Weltmeisterschaften 2015 in Kasan gewann er Gold über 100 m Rücken vor Camille Lacourt und Matt Grevers, nachdem er im Vorlauf und Halbfinale zweimal den Ozeanienrekord verbessert hatte. Anschließend verbesserte er auch über 200 m Rücken zweimal den Ozeanienrekord und gewann Gold vor Radosław Kawęcki sowie Jewgeni Rylow. Über die 50 m Rücken belegte er Platz 4. Außerdem gewann er mit der australischen Staffel über 4 × 100 m Lagen Silber hinter dem US-Team. Im November 2015 stellte er in 1:45,63 Minuten einen neuen Kurzbahnweltrekord über 200 m Rücken auf.
Mitch Larkin ist mehrfacher australischer Meister und trainiert unter Michael Bohl beim St Peters Western Swimming Club in Brisbane. Er studiert an der Queensland University of Technology in Brisbane.

## Bestzeiten und Rekorde
| Disziplin                                                    | Langbahn       | Langbahn         | Langbahn | Kurzbahn       | Kurzbahn          | Kurzbahn |
| ------------------------------------------------------------ | -------------- | ---------------- | -------- | -------------- | ----------------- | -------- |
| 50 m Rücken                                                  | 24,62 s        | 29. Oktober 2015 | Tokio    | OC 22,91 s     | 26. November 2015 | Sydney   |
| 100 m Rücken                                                 | OC 52,11 s     | 6. November 2015 | Dubai    | OC 49,03 s     | 28. November 2015 | Sydney   |
| 200 m Rücken                                                 | OC 1:53,17 min | 7. November 2015 | Dubai    | WR 1:45,63 min | 27. November 2015 | Sydney   |
| (OC = Ozeanienrekord, WR = Weltrekord; Stand: 25. Juli 2016) |                |                  |          |                |                   |          |